# Cơ học thiên thể
Cơ học thiên thể là một nhánh của thiên văn học giải quyết các vấn đề chuyển động và hiệu ứng hấp dẫn của các thiên thể. Lĩnh vực này vận dụng các nguyên lý của vật lý học, cơ học cổ điển vào nghiên cứu các thiên thể như các sao và các hành tinh.

## Lịch sử
Mặc dù cơ học thiên thể hiện đại đã bắt đầu cách đây 400 năm từ thời Isaac Newton, nhưng các nghiên cứu gần đây chỉ ra rằng các vấn đề về vị trí các hành tinh được biết từ 3000 năm trước.
Những triết gia Hy Lạp cổ đã phỏng đoán rộng rãi về chuyển động của các thiên thể, và đưa ra nhiều cơ chế hình học để mô tả chuyển động của các hành tinh. Những mô hình của họ sử dụng tổ hợp các chuyển động tròn đều và lấy Trái Đất làm trung tâm. Một nhà triết học cổ đại đã nghiên những nguyên nhân vật lý làm nên những chuyển động tròn đó. Một nhân vật lỗi lạc trong các nhà thiên văn Hy Lạp cổ đại là Aristarchus of Samos (310 TCN - khoảng 230 TCN), đã đề nghị một mô hình nhật tâm để giải thích vũ trụ và cố gắng đo khoảng cách từ Mặt trời đến Trái Đất.

### Claudius Ptolemy
Claudius Ptolemy là nhà thiên văn và chiêm tinh gia thời cổ đại trong thời kì ban đầu của Đế chế La Mã đã viết một số cuốn sách về thiên văn học. Trong đó có cuốn Almagest đóng vai trò là cuốn sách quan trọng nhất trong các phỏng đoán về thiên văn học trong 1400 năm. Ptolemy đã chọn lọc ra những quy luật tốt nhất về thiên văn học của những nhà thiên văn Hy Lạp đi trước ông, đặc biệt là Hipparchus, ông dường như tổng hợp chúng gián tiếp hay trực tiếp với những thông tin và tham số từ người Babylon. Mặc dù Ptolemy chủ yếu dựa trên các công trình của Hipparchus, ông đưa ra ít nhất là một ý tưởng, the equant, có lẽ là của riêng ông, đã làm tăng độ chính xác của các phỏng đoán về vị trí của các hành tinh. Mặc dù mô hình của ông là cực kì chính xác, nó chỉ dựa trên các phép dựng hình trong hình học chứ không sử dụng các nguyên do vật lý; Ptolemy đã không sử dụng cơ học thiên thể.

### Johannes Kepler
Johannes Kepler là người đầu tiên đã tổng hợp thiên văn sử dụng hình học phỏng đoán, mà đã đóng vai trò chủ đạo từ thời Ptolemy đến Copernicus, với những khái niệm vật lý để viết lên cuốn sách Thiên văn mới, dựa trên nguyên nhân, hay là Vật lý thiên thể.... Các công trình của ông đã dẫn tới các quy luật hiện đại của quỹ đạo các hành tinh, mà ông đã phát triển lên sử dụng các định luật vật lý các quan sát về các hành tinh của Tycho Brahe. Mô hình của Kepler đã cải tiến đáng kể độ chính xác của các phỏng đoán về sự di chuyển của các hành tinh, nhiều năm trước khi Isaac Newton bắt đầu phát triển định luật hấp dẫn (do trọng lực) của ông.
Xem thêm các luật của Kepler về chuyển động của các hành tinh và bài toán Kepler để biết thêm chi tiết về các luật của ông và cách sử dụng các luật đó để tính toán các chuyển động của các hành tinh.

### Isaac Newton
Isaac Newton được cho là người đã giới thiệu ý tưởng rằng chuyển động của các thiên thể, như là các hành tinh, Mặt Trời, và Mặt Trăng, và chuyển động của các vật thể trên mặt đất, như là các viên đạn đại bác và các quả táo rơi xuống đất, có thể được mô tả bởi cùng một tập hợp các định luật vật lý. Với nghĩa này ông đã thống nhất chuyển động của thiên thể với chuyển động của các vật rắn trên mặt đất. Sử dụng luật hấp dẫn của Newton, chứng minh định luật của Kepler cho trường hợp quỹ đạo tròn là đơn giản. Các chuyển động elliptic liên quan đến nhiều tính toán phức tạp hơn, mà Newton đã viết vào trong cuốn Principia của mình.

### Joseph-Louis Lagrange
Sau Newton, Lagrange cố gắng giải bài toán 3 vật thể, phân tích sự ổn định của quỹ đạo của các hành tinh, và khám phá ra sự tồn tại của những điểm Lagrange. Lagrange cũng công thức hóa lại những định luật của cơ học cổ điển, nhấn mạnh hơn về mặt năng lượng hơn lực và phát triển một phương pháp sử dụng một tọa độ cực để miêu tả bất kì một quỹ đạo nào, kể cả những quỹ đạo parabolic và hyperbolic. Điều này rất hữu ích trong việc tính toán chuyển động của các hành tinh và các sao chổi. Gần đây, nó trở nên hữu ích khi tính toán đường bay của các tàu vũ trụ.

### Albert Einstein
Sau khi Einstein giải thích được sự đi lùi khác thường của điểm gần mặt trời của Sao Thủy, các nhà thiên văn nhận ra rằng cơ học Newton không đưa ra được độ chính xác cao nhất. Ngày nay, chúng ta thấy các pulsar đôi có quỹ đạo muốn giải thích được không những cần đến Thuyết tương đối rộng mà sự tiến hóa của chúng còn chứng tỏ sự tồn tại của bức xạ trọng lực, một khám phá dẫn đến giải Nobel.

## Lý thuyết

### Ba định luật Kepler
Năm 1605, dựa vào số liệu quan sát được Tycho Brahe, Kepler đã rút ra được 3 định luật sau đây:

#### Định luật 1:
- Phát biểu: Các hành tinh chuyển động quanh Mặt trời theo các quỹ đạo hình elip với Mặt trời là một tiêu điểm.
- Biểu diễn toán học: {\displaystyle {\frac {1}{r}}={\frac {1-e.cos\Phi }{p}}}

#### Định luật 2:
- Phát biểu: Đường nối một hành tinh với Mặt trời vạch trong quỹ đạo những diện tích bằng nhau trong những khoảng thời gian bằng nhau.
- Biểu diễn toán học: {\displaystyle v_{S}={\frac {dS}{dt}}=const}

#### Định luật 3:
- Phát biểu: Bình phương chu kỳ quỹ đạo của một hành tinh tỷ lệ với lập phương bán trục lớn của quỹ đạo elip của hành tinh đó.
- Biểu diễn toán học: {\displaystyle {\frac {T^{2}}{a^{3}}}={\frac {4\pi ^{2}}{GM_{MT}}}=const}

Sau khi Newton tìm ra định luật vạn vật hấp dẫn, ông đã chứng minh được 3 định luật Kepler là hệ quả của nó.

### Định luật vạn vật hấp dẫn
{\displaystyle {\vec {F_{hd}}}={\frac {Gm_{1}m_{2}}{r^{3}}}.{\vec {r}}}
Với:
{\displaystyle G}  là hằng số hẫp dẫn
{\displaystyle m_{1}}, {\displaystyle m_{2}} là khối lượng của 2 thiên thể
{\displaystyle r}  là khoảng cách giữa tâm của 2 thiên thể
Theo công thức trên thì lực hẫp dẫn là lực xuyên tâm.

### Cơ năng hấp dẫn
{\displaystyle W={\frac {-Gm_{1}m_{2}}{2a}}}
Với:
{\displaystyle G}  là hằng số hẫp dẫn
{\displaystyle m_{1}}, {\displaystyle m_{2}} là khối lượng của 2 thiên thể
{\displaystyle a}  là bán trục lớn của quỹ đạo
Chứng minh:
Tại vị trí cận điểm: {\displaystyle W={\frac {1}{2}}m_{1}v_{1}^{2}-{\frac {Gm_{1}m_{2}}{a-c}}}
Tại vị trí viễn điểm:  {\displaystyle W={\frac {1}{2}}m_{1}v_{2}^{2}-{\frac {Gm_{1}m_{2}}{a+c}}} {\displaystyle (*)}
Vì cơ năng bảo toàn:  {\displaystyle {\frac {1}{2}}m_{1}v_{1}^{2}-{\frac {Gm_{1}m_{2}}{a-c}}={\frac {1}{2}}m_{1}v_{2}^{2}-{\frac {Gm_{1}m_{2}}{a+c}}} {\displaystyle (**)}
Định luật bảo toàn momen động lượng cho cận điểm và viễn điểm:  {\displaystyle v_{1}(a-c)=v_{2}(a+c)\Leftrightarrow v_{1}=v_{2}.{\frac {a+c}{a-c}}}
Thay vào {\displaystyle (**)}:  {\displaystyle {\frac {1}{2}}v_{2}^{2}{\frac {(a+c)^{2}}{(a-c)^{2}}}-{\frac {Gm_{2}}{a-c}}={\frac {1}{2}}v_{2}^{2}-{\frac {Gm_{2}}{a+c}}}
Sau 1 vài phép biến đổi tương đương rút ra được: {\displaystyle {\frac {1}{2}}v_{2}^{2}=Gm_{2}{\frac {a-c}{a+c}}.{\frac {1}{2a}}}
Thay vào {\displaystyle (*)} suy ra: {\displaystyle W={\frac {-Gm_{1}m_{2}}{2a}}}